# Dikdiks
Dikdiks, zo genoemd vanwege het geluid dat ze maken als ze gealarmeerd zijn, zijn kleine antilopes van het geslacht Madoqua dat bestaat uit zeven soorten. Ze leven op de savannes van Zuid- en Oost-Afrika.

## Lichamelijke kenmerken
De dieren staan 30 tot 40 cm hoog op hun poten en wegen 3 tot 5 kg, hebben een spitse snuit en een zachte vacht die van boven grijs of bruin is en van onder wit. Het haar op de kruin vormt een opstaand plukje dat soms gedeeltelijk de korte geringde horens van het mannetje verbergt. Bij de geboorte wegen de jongen zo'n 1,5 lb (0,7 kg), ze bereiken volwassenheid in zes tot acht maanden.
Vrouwtjes van de soort zijn iets groter dan de mannetjes. De mannetjes hebben hoorns, welke licht (zo'n 3  tot 7,5 cm), naar achteren zijn gebogen. Het hoofd van is groot in verhouding tot het lichaam. Het bovenste deel van het lichaam is grijs-bruin, terwijl de lagere delen van het lichaam, inclusief de benen, buik, borst en flanken, lichtbruin zijn. Veel dikdiks hebben een vage ring rond hun ogen die doorloopt tot een streep. Dikdiks hebben achter onder de staart een hartvormige, lichte vlek die bedoeld is om bij alarm de groep te kunnen alarmeren.

## Leefomgeving
Dikdiks prefereren een leefomgeving waar voldoende eetbare grassen en struiken zijn, ze geven de voorkeur aan plaatsen zonder dichte begroeiing zodat ze voldoende zicht op de omgeving hebben. Op open vlaktes foerageren ze tussen andere graseters zoals giraffes en antilopen. Ze verplaatsen zich als het gras te hoog wordt. Dikdiks leven gewoonlijk in monogame paren met een territorium van zo'n 50 km², ze bestaan deels uit laag struikgewas in droge, stenige rivierbeddingen waar voldoende schuilplaatsen zijn. Om de grens van hun territorium te bewaken belopen de dieren vaste paden.

## Voeding
Dikdiks zijn herbivoor, ze eten bladeren, scheuten en vruchten. Ze krijgen daarmee ook voldoende vocht binnen zodat water drinken niet nodig is. Door de bouw van hun hoofd zijn ze in staat om blad weg te eten tussen de stekels van acacia's en om tijdens het eten eventuele roofdieren in de gaten te houden.

## Natuurlijke vijanden
Varanen, adelaars, pythons en kleinere katten zoals de caracal bejagen de dikdiks. Verder vormen leeuwen, cheeta's, hyena's, wilde honden, jakhalzen en mensen een bedreiging.

## Soorten
Er zijn zeven soorten dikdiks:
- Madoqua cavendishi Thomas, 1898
- Madoqua damarensis (Günther, 1880)
- Madoqua guentheri Günther, 1894 – Guenthers dikdik
- Madoqua kirkii (Günther, 1880) – Kirks dikdik
- Madoqua piacentinii Drake-Brockman, 1911 – Zilverdikdik
- Madoqua saltiana (Desmarest, 1816) – Saltdikdik
- Madoqua thomasi (Neumann, 1905)